# Rob Schultheis
Pour les articles homonymes, voir Schultheis.
Rob Schultheis, né le 17 décembre 1943 à New York, est un journaliste et écrivain américain qui vit à Telluride, dans le Colorado. Il a écrit des livres sur l'Ouest américain, le Colorado, la guerre en Afghanistan sous l'occupation soviétique puis sous l'occupation américaine, sur la Guerre d'Irak mais également sur des sports extrêmes comme l'alpinisme. Il écrit également des articles pour des magazines comme l'hebdomadaire Time ou pour des journaux, comme les quotidiens New York Times et Washington Post.

## Œuvres
- Sortilèges de l'Ouest (The Hidden West: Journey in the American Outback, 1982), traduit de l'américain par Marc Amfreville, Éditions Gallmeister, Paris, 2009, 202 pages  (ISBN 235178023X et 978-2-3517-8023-7)
- L'Or des fous : vies, amours et mésaventures au pays des “Four Corners” (Fool's Gold, 2001), traduit de l'américain par Marc Amfreville, Éditions Gallmeister, Paris, 2008, 235 pages  (ISBN 2351780167 et 978-2-3517-8016-9)